# Renata Bucher
Renata Bucher (Lucerna, 30 de mayo de 1977) es una deportista suiza que compitió en triatlón.
Ganó cuatro medallas en el Campeonato Europeo de Triatlón Campo a Través entre los años 2009 y 2015. Además, obtuvo seis medallas en el Campeonato Europeo de Xterra Triatlón entre los años 2006 y 2015.

## Palmarés internacional
| Campeonato Europeo | Campeonato Europeo      | Campeonato Europeo | Campeonato Europeo |
| Año                | Lugar                   | Medalla            | Prueba             |
| ------------------ | ----------------------- | ------------------ | ------------------ |
| 2009               | Cerdeña (Italia)        | Medalla de oro     | Individual         |
| 2011               | Visegrád (Hungría)      | Medalla de oro     | Individual         |
| 2014               | Cerdeña (Italia)        | Medalla de plata   | Individual         |
| 2015               | Lago Schluch (Alemania) | Medalla de oro     | Individual         |

| Campeonato Europeo | Campeonato Europeo      | Campeonato Europeo | Campeonato Europeo |
| Año                | Lugar                   | Medalla            | Prueba             |
| ------------------ | ----------------------- | ------------------ | ------------------ |
| 2006               | Orosei (Italia)         | Medalla de oro     | Individual         |
| 2008               | Orosei (Italia)         | Medalla de plata   | Individual         |
| 2009               | Klopeiner See (Austria) | Medalla de oro     | Individual         |
| 2010               | Orosei (Italia)         | Medalla de plata   | Individual         |
| 2011               | Olbersdorf (Alemania)   | Medalla de plata   | Individual         |
| 2015               | Cranleigh (Reino Unido) | Medalla de plata   | Individual         |